# 海上保安監
海上保安監（かいじょうほあんかん、Vice Commandant for Operations）は、海上保安庁に設置される職の一つで、「長官を助け、海上の安全及び治安に重要な影響を与える事態への対処並びに当該事態の発生の予防に関する事務を整理する」（国土交通省組織令第245条）ことを職掌とする。2013年5月15日以前は警備救難監（けいびきゅうなんかん）の名称で「長官を助け、海上保安庁の使用する船舶、航空機及び情報通信システムの整備計画及び運用に関する事務を整理する」（国土交通省組織令第245条に規定する）ことを職掌としていたが、同年5月16日に国土交通省組織令が改正され、名称と職掌が変更された。

## 概要
海上保安庁の職制のなかで、海上保安庁次長と並び海上保安庁長官に次ぐ地位にある。
長官・次長は国土交通省から出向するキャリア官僚が就くことが通例であったため、海上保安大学校出身の生え抜きの海上保安官が就任する最高位のポストとされてきた。しかし、2010年には城野功が海上保安庁次長に昇任し、更に2013年には佐藤雄二が海上保安庁長官へ昇任した以降は、海上保安大学校出身の生え抜きの海上保安官が海上保安庁長官に就任するケースも出てきた。（2016年には中島敏が、2018年には岩並秀一が、2020年には奥島高弘が、いずれも海上保安大学校出身の海上保安官として海上保安庁長官へ昇任した。2022年には国土交通省のキャリア官僚である石井昌平が海上保安庁長官に就任した）。
海上保安監の官職にある者は外局次長級として指定職3号俸が国庫から支給される。なお海上保安庁においては、海上保安庁長官が指定職7号俸、海上保安庁次長、海上保安監及び海上保安大学校長が指定職3号俸、本庁部長、総務部参事官（警備救難担当、海洋情報担当）及び管区海上保安本部長が、指定職2号俸となっている。

## 歴代の警備救難監・海上保安監
| 警備救難監 | 警備救難監 | 警備救難監    | 警備救難監             | 警備救難監     |
| 代数       | 氏名       | 任命年月日    | 前職                   | 後職           |
| ---------- | ---------- | ------------- | ---------------------- | -------------- |
| 1          | 三田一也   | 1950年6月1日  | 海上保安庁官房長       | 海上保安庁次長 |
|            | 空席       | 1952.4.30     |                        |                |
| 2          | 三田一也   | 1952年8月22日 | 海上保安庁次長         | 退職           |
| 3          | 松野清秀   | 1959年10月5日 | 警備救難部長           | 退職           |
| 4          | 樋野忠樹   | 1963年3月4日  | 警備救難部長           | 死亡           |
| 5          | 渋谷次吉   | 1963年12月5日 | 第十管区海上保安本部長 | 退職           |
| 6          | 猪口猛夫   | 1966年7月12日 | 警備救難部長           | 退職           |
| 7          | 織田厳     | 1969年8月15日 | 首席監察官             | 退職           |
| 8          | 粟野次郎   | 1970年6月24日 | 首席監察官             | 退職           |
| 9          | 武市一良   | 1971年4月1日  | 首席監察官             | 退職           |
| 10         | 貞廣豊     | 1972年4月1日  | 警備救難部長           | 退職           |
| 11         | 船谷近夫   | 1974年4月1日  | 警備救難部長           | 退職           |
| 12         | 山本了三   | 1976年8月1日  | 警備救難部長           | 退職           |
| 13         | 久世勝巳   | 1978年4月1日  | 警備救難部長           | 退職           |
| 14         | 村田光吉   | 1979年4月1日  | 警備救難部長           | 退職           |
| 15         | 野呂隆     | 1980年7月15日 | 警備救難部長           | 退職           |
| 16         | 吉野穆彦   | 1982年4月1日  | 警備救難部長           | 退職           |
| 17         | 森孝顕     | 1984年4月1日  | 警備救難部長           | 定年退職       |
| 18         | 宗形健壽   | 1986年4月1日  | 警備救難部長           | 退職           |
| 19         | 邊見正和   | 1988年4月1日  | 警備救難部長           | 退職           |
| 20         | 赤澤壽男   | 1990年4月1日  | 警備救難部長           | 退職           |
| 21         | 土方浩     | 1991年4月1日  | 警備救難部長           | 退職           |
| 22         | 茅根滋男   | 1992年4月1日  | 警備救難部長           | 退職           |
| 23         | 小澤友義   | 1993年4月1日  | 警備救難部長           | 退職           |
| 24         | 沖本俊彦   | 1994年4月1日  | 警備救難部長           | 退職           |
| 25         | 坂正直     | 1996年4月1日  | 警備救難部長           | 退職           |
| 26         | 武井立一   | 1997年4月1日  | 警備救難部長           | 退職           |
| 27         | 桑原康記   | 1999年4月1日  | 警備救難部長           | 退職           |
| 28         | 久保田勝   | 2000年4月1日  | 警備救難部長           | 退職           |
| 29         | 友永幸譲   | 2001年4月1日  | 警備救難部長           | 退職           |
| 30         | 後藤光征   | 2002年4月1日  | 警備救難部長           | 定年退職       |
| 31         | 横山鐵男   | 2003年4月1日  | 警備救難部長           | 退職           |
| 32         | 坂本茂宏   | 2005年4月1日  | 警備救難部長           | 退職           |
| 33         | 冨賀見栄一 | 2006年4月1日  | 警備救難部長           | 退職           |
| 34         | 石橋幹夫   | 2008年4月1日  | 警備救難部長           | 定年退職       |
| 35         | 城野功     | 2009年4月1日  | 警備救難部長           | 海上保安庁次長 |
| 36         | 牛島清     | 2010年8月10日 | 第三管区海上保安本部長 | 退職           |
| 37         | 向田昌幸   | 2011年9月16日 | 警備救難部長           | 退職           |
| 38         | 岩男雅之   | 2012年4月1日  | 警備救難部長           | 定年退職       |
| 39         | 佐藤雄二   | 2013年4月1日  | 警備救難部長           | 海上保安監     |
| 海上保安監 |            |               |                        |                |
| 1          | 佐藤雄二   | 2013年5月16日 | 警備救難監             | 海上保安庁長官 |
| 2          | 鈴木洋     | 2013年8月1日  | 警備救難部長           | 退職           |
| 3          | 中島敏     | 2015年4月1日  | 警備救難部長           | 海上保安庁長官 |
| 4          | 秋本茂雄   | 2016年6月21日 | 警備救難部長           | 退職           |
| 5          | 岩並秀一   | 2017年4月1日  | 警備救難部長           | 海上保安庁長官 |
| 6          | 奥島高弘   | 2018年7月31日 | 警備救難部長           | 海上保安庁長官 |
| 7          | 星澄男     | 2020年1月7日  | 警備救難部長           | 退職           |
| 8          | 伊藤裕康   | 2020年10月1日 | 警備救難部長           | 退職           |
| 9          | 瀬口良夫   | 2021年10月1日 | 警備救難部長           | 海上保安庁次長 |
| 10         | 白石昌己   | 2022年6月28日 | 警備救難部長           | 退職           |
| 11         | 渡邉保範   | 2023年7月4日  | 警備救難部長           | 退職           |
| 12         | 彼末浩明   | 2024年7月1日  | 警備救難部長           |                |